# Carter Glass

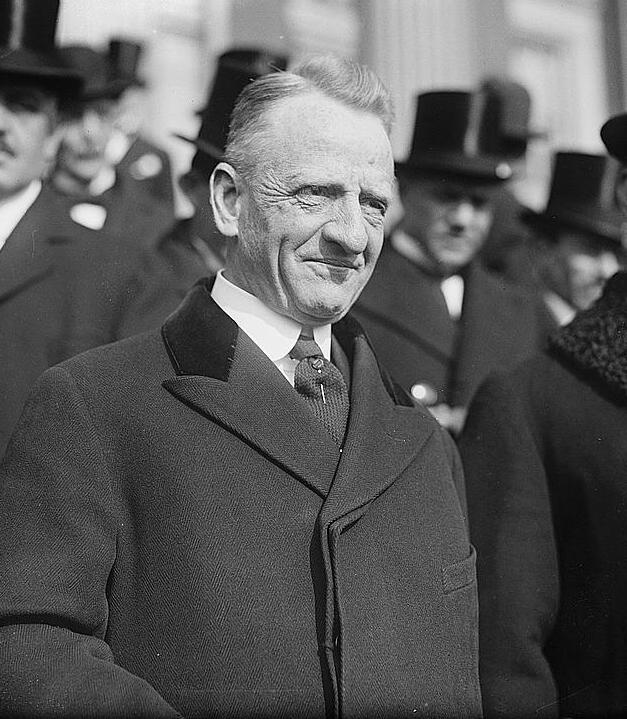
Carter Glass

George Carter Glass (* 4. Januar 1858 in Lynchburg, Virginia; † 28. Mai 1946 in Washington, D.C.) war ein US-amerikanischer demokratischer Unternehmer und Politiker. Er war von 1918 bis 1920 Finanzminister und von 1941 bis 1945 Präsident pro tempore des Senats der Vereinigten Staaten.

## Familie und berufliche Laufbahn als Zeitungsherausgeber
Carter Glass war das vierte von fünf Kindern von Major Robert Henry Glass, Besitzer der Tageszeitung Lynchburg Daily Republican und Postmeisters von Lynchburg. Seine Mutter, Augusta Elizabeth Glass (geb. Christian), starb bereits 1860 und sein Vater diente dann als Major in der Confederate States Army während des Sezessionskrieges von 1861 bis 1865. Durch die zweite Ehe seines Vaters hatte er sieben Halbgeschwister. 
Er selbst bekam nur eine rudimentäre Schulbildung und arbeitete bereits als Dreizehnjähriger als Drucker in der Zeitung seines Vaters. Gleichwohl bildete er sich durch das Lesen der Werke von Platon, Edmund Burke und William Shakespeare weiter. Nachdem er in Petersburg nicht die erhoffte Anstellung als Reporter bekommen hatte, kehrte er nach Lynchburg zurück, wo er im Büro einer Eisenbahngesellschaft arbeitete.
1870 bekam er endlich den erhofften Arbeitsplatz als Reporter bei den Lynchburg News und stieg dort 1887 zum Herausgeber auf. 1888 gelang es ihm mit finanzieller Unterstützung von Freunden die Zeitung zu kaufen. In den folgenden Jahren kaufte er auch die Zeitung seines Vaters, den Daily Republican, sowie The Advance auf, so dass er schließlich der einzige Zeitungsherausgeber in Lynchburg wurde.
Mit seiner ersten Ehefrau, Aurelia McDearmon Caldwell, hatte er fünf Kinder, von denen eines jung verstarb. Nach Aurelias Tod im Jahr 1937 heiratete er 1940 seine zweite Ehefrau, Mary Scott Meade. 

## Politische Laufbahn

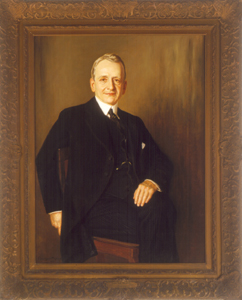
Porträt von Carter Glass im Finanzministerium

### Staatssenator von Virginia und Kongressabgeordneter
1896 begann er seine politische Laufbahn als Delegierter der Democratic National Convention, wo er eine Rede des Präsidentschaftskandidaten der Demokraten, William Jennings Bryan, hörte. 1899 wurde er Staatssenator von Virginia und gehörte als solcher von 1901 bis 1902 auch der Verfassungsgebenden Versammlung von Virginia an.
Bei einer Nachwahl wurde er 1902 zum Abgeordneten des Repräsentantenhauses gewählt, wo er bis 1918 die Interessen der Demokraten des Bundesstaates Virginia vertrat. 1913 wählte ihn das Repräsentantenhaus zum Vorsitzenden des einflussreichen Bank- und Währungsausschusses. In dieser Funktion arbeitete er maßgeblich am Federal Reserve Act mit, durch das 1913 das Federal Reserve System begründet wurde.

### Finanzminister unter Wilson
Am 16. Dezember 1918 wurde er dann durch Präsident Woodrow Wilson als Nachfolger von William Gibbs McAdoo zum Finanzminister ernannt. Dieses Amt übte er bis zum 1. Februar 1920 aus. Nachfolger wurde David F. Houston.

### Senator und Aufstieg zum Senatspräsidenten pro Tempore
Nach seinem Rücktritt als Finanzminister wurde er als Nachfolger des verstorbenen Thomas S. Martin als Vertreter von Virginia zum Senator gewählt. Zusammen mit dem anderen Senator aus Virginia, Harry F. Byrd, war er ab 1933 Kritiker der New Deal-Politik von Präsident Franklin D. Roosevelt. Als überzeugter Vertreter einer konservativen Steuerpolitik und der Rechte der einzelnen Bundesstaaten lehnte er Roosevelts Angebot zur Übernahme des Finanzministeriums ab. Er wurde jedoch 1933 Vorsitzender des mächtigen Senatsausschusses für die Bereitstellung finanzieller Mittel. Als solcher war er Namensgeber der Glass-Steagall-Acts, die wichtige Grundlagen in der Bankgesetzgebung der USA wurden und die Federal Deposit Insurance Corporation begründeten.
Zusätzlich wurde er am 11. Juli 1941 Präsident pro tempore des Senats der Vereinigten Staaten. Er war damit Vertreter des US-Vizepräsidenten, der Ex officio Senatspräsident ist, sowie ranghöchster Senator. Dieses Amt übte er bis zum 2. Januar 1945 aus.